# José Luis Espert
José Luis Espert (Pergamino, 21 de noviembre de 1961) es un político, economista y escritor argentino conocido por su fuerte defensa del liberalismo económico. Desde el 10 de diciembre del 2021 ejerce el cargo de diputado nacional por la provincia de Buenos Aires habiendo sido electo con el 7,5% de los votos bajo la alianza Avanza Libertad junto a Carolina Píparo y desde el 4 de enero de 2024 ejerce como presidente de la Comisión de Presupuesto y Hacienda de la Cámara de Diputados de la Nación Argentina.
Fue candidato a la presidencia de la Nación por el partido Unite por la Libertad y la Dignidad en las elecciones presidenciales de 2019, en las que obtuvo el 1,47% de los votos.
En 2023 se unió a Juntos por el Cambio con la intención de presentarse como precandidato presidencial en las elecciones PASO de 2023. Finalmente fue precandidato a senador nacional por la provincia de Buenos Aires en la boleta «El Cambio de Nuestras Vidas» que encabezó Horacio Rodríguez Larreta como precandidato a presidente. Ambos fueron derrotados por la lista «La Fuerza del Cambio» encabezada por Patricia Bullrich como precandidata a presidente y Maximiliano Abad como precandidato a senador, siendo estos los candidatos oficiales de la coalición Juntos por el Cambio para las elecciones generales de octubre.
El 12 de marzo de 2024 anunció, junto al presidente Javier Milei durante una entrevista en televisión, su incorporación a La Libertad Avanza.

## Biografía

### Primeros años
José Luis Espert nació el 21 de noviembre de 1961 en la ciudad argentina de Pergamino, provincia de Buenos Aires. Su abuelo oriundo de Valencia combatió en la guerra civil española,  en el bando de los republicanos  y contra los franquistas.  La familia Espert emigró a la Argentina durante los años 30 y se establecieron en la localidad bonaerense de Pergamino. José Cristian Espert, nacido en 1933 en Cataluña e hijo del excombatiente republicano, comenzó trabajando en locales comerciales, fabricaba electrodomésticos y luego adquirió tierras y se hizo propietario rural. Tuvo tres hijos. José Luis  Espert fue el mayor de los tres hijos  de su padre José Cristian.  Su madre era maestra.  José  Luis Espert  cursó estudios secundarios  y se graduó en el Colegio San José de los hermanos Maristas, de la localidad de Pergamino si bien presentaba actitudes rebeldes con respecto a los aspectos conservadores de la educación religiosa. Era un joven  irritable y pendenciero que  se interesaba por el boxeo y la lucha libre. Aprendió  boxeo con el boxeador uruguayo José María Burlón y llegó a tener peleas amateurs. Hizo el servicio militar obligatorio en la Fuerza Aérea Argentina en la base de Palomar en 1980, experiencia que le generó un fuerte rechazo hacia los militares debido a los abusos habituales sufridos en la instrucción militar. En los años 80 votó por el candidato liberal Álvaro Alsogaray. 

### Formación
Se recibió de licenciado en  economía en  la Universidad de Buenos Aires (UBA) en el año de 1985. Cursó una maestría en Estadística en la Universidad Nacional de Tucumán (UNT) en 1987.  En 1989 obtuvo el master en economía en UCEMA. En marzo de 2020, obtuvo el doctorado  en Economía en la Universidad del CEMA (UCEMA); la tesis doctoral se tituló Política comercial y salarios reales: una aproximación empírica al caso argentino.
En 2015 votó por el candidato Mauricio Macri.  En 2017 publicó su primer libro "La Argentina devorada".  En los años siguientes publicó 4 libros más. El 14 de febrero de 2019 se casó  en segundas nupcias con María Mercedes González.

## Carrera profesional
Inició su carrera profesional en el estudio de Miguel Ángel Broda, donde fue analista de programación monetaria y luego economista jefe en el Estudio Arriazu En 2000, fundó su propia consultora: Estudio Espert. Es columnista de los diarios La Nación, El Cronista (en Argentina) y El País (en Uruguay). Fue uno de los firmantes de la Carta de Madrid.

### Candidatura presidencial (2019)
En 2019 fue candidato a presidente de la Nación junto a su compañero de fórmula Luis Rosales por el Frente Despertar. Espert había mencionado en reiteradas ocasiones que el macrismo (línea fiel a Mauricio Macri) era solo una versión más amigable del kirchnerismo el cual representaba Cristina Fernández de Kirchner. Ya durante el mandato de Mauricio Macri, Espert había sido muy crítico con varios integrantes del gobierno, argumentando que las políticas económicas que se aplicaban solo iban a seguir estancando al país. Espert se presentó en las elecciones primarias del 11 de agosto de 2019, luego de una serie de dificultades reuniendo la cantidad mínima de distritos necesarios para conseguir la personería de orden nacional y presentándola a la justicia electoral el último día de inscripción.
Espert superó la barrera del 1,5% de los votos y se convirtió en candidato presidencial para las elecciones del 27 de octubre de 2019, en las que obtuvo el 1,47% de los votos.  
Durante los debates presidenciales declaró que «Argentina tiene un gran futuro: ese futuro es liberal y ya comenzó» y «Muchachos, abrácense, tan diferentes no son» (en referencia a sus contrincantes Mauricio Macri y Alberto Fernández).

### Diputado Nacional por la provincia de Buenos Aires (2021-2025)

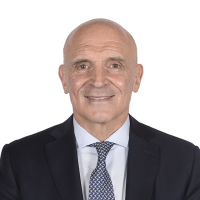
Retrato oficial de Espert como diputado.

Para las elecciones legislativas de 2021, el Frente Despertar fue renombrado como Avanza Libertad y llevó las candidaturas de José Luis Espert y Carolina Píparo para diputados nacionales por la provincia de Buenos Aires y se tenía planeado que lleve a Javier Milei por la Ciudad de Buenos Aires. Intentó acercarse a la alianza Juntos por el Cambio para formar un «gran frente opositor en la Provincia de Buenos Aires para derrotar al kirchnerismo» pero, según Espert, la Coalición Cívica y los radicales no estuvieron dispuestos a recibirlo. Este acercamiento provocó la separación definitiva de Javier Milei del partido, que acusaba a Vidal, Larreta y Lousteau de socialistas. Finalmente Espert y Píparo resultaron electos con 669.865 votos, correspondientes al 7,5% del total.

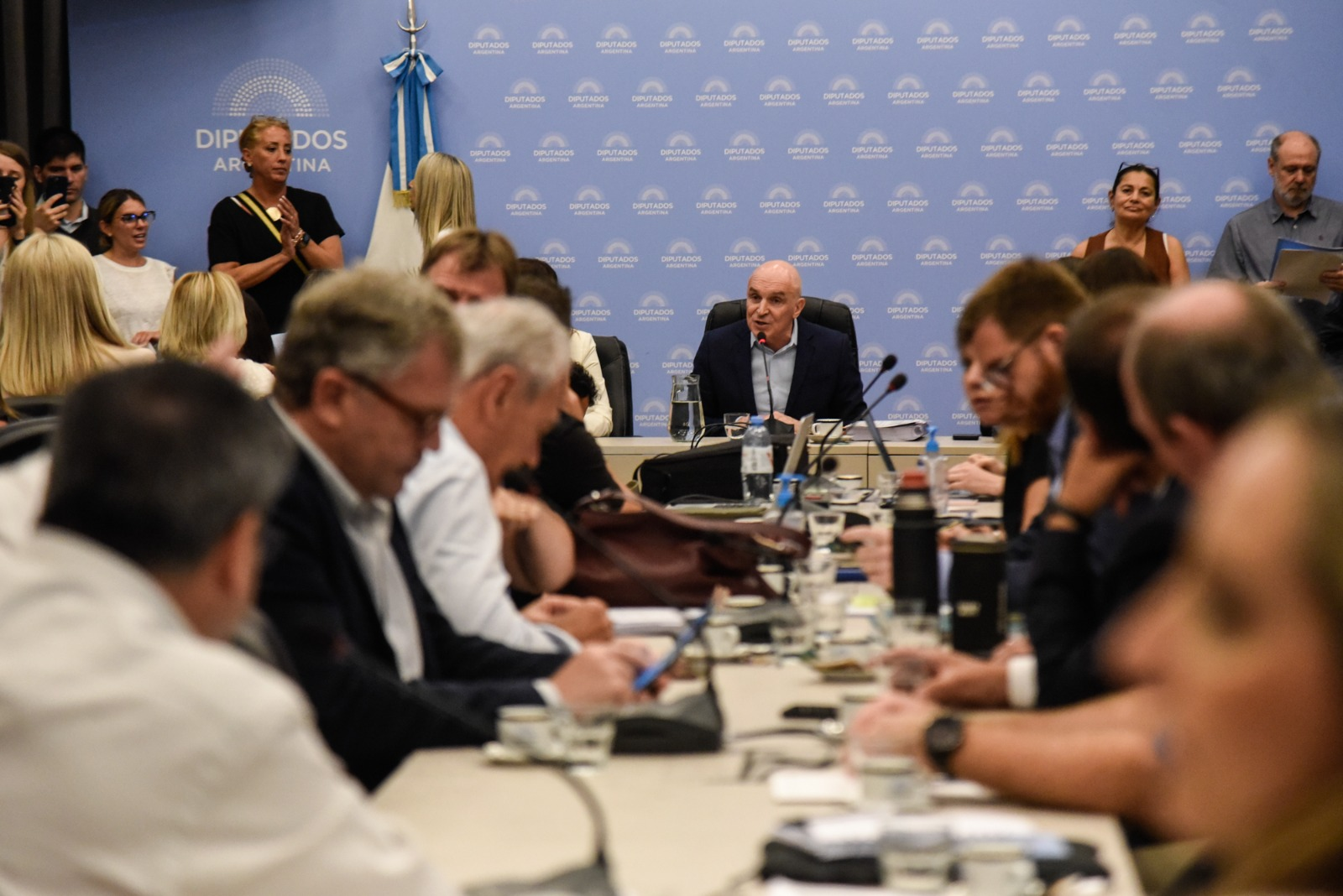
Espert como presidente de la Comisión de Presupuesto y Hacienda de la Cámara de Diputados.

En enero de 2024 fue designado presidente de la Comisión de Presupuesto y Hacienda de la Cámara de Diputados de la Nación Argentina. Tras una reunión con Javier Milei, ya en funciones como presidente, en la Casa Rosada, Milei le dio la bienvenida a las «fuerzas del cielo», haciendo alusión a su fuerza política.
En junio de 2025 Espert fue  repudiado  por sus exabruptos  en una actividad realizada en la Universidad Católica Argentina en la cual hizo declaraciones contra Florencia Kirchner, hija de la ex presidenta Cristina Fernández de Kirchner en ocasión de su condena en firme por parte de la Corte Suprema.  Pocos días después la bancada de Unión por la Patria pidió la expulsión del diputado por “inhabilidad moral sobreviniente". A los pocos días el diputado Espert sufrió un escrache en su domicilio. 

### Candidatura a Senador nacional (2023)
El 19 de octubre de 2022, Espert anunció públicamente sus intenciones para disputar la gobernación de la provincia de Buenos Aires en las elecciones primarias del 2023. Meses después del anuncio, el 13 de mayo de 2023, Espert confirmó su incorporación a Juntos por el Cambio, la principal coalición opositora, con la intención de presentar su precandidatura a presidente dentro de misma.
Su incorporación fue oficializada por los líderes de los partidos en una reunión realizada el 9 de junio. Semanas más tarde, el precandidato presidencial Horacio Rodríguez Larreta confirmó que Espert sería su precandidato a Senador Nacional por la provincia de Buenos Aires. Finalmente Espert no fue electo ya que Larreta perdió la interna presidencial con Patricia Bullrich.

### Candidatura a Diputado nacional (2025)
El 14 de agosto de 2025, el presidente bonaerense de La Libertad Avanza confirmó que Espert encabezará la lista en la provincia de Buenos Aires. Como primera acción de campaña  José Luis Espert  realizó  declaraciones insultantes contra sus rivales políticos. En respuesta  el candidato rival  Taina le recordó su vinculación con el narcotraficante Federico  Machado. 

## Historial electoral
|  | 2,16 % |

|  | 1,47 % |

|  | 5,1 % |

|  | 7,5 % |

|  | 13,3 % |

## Controversias

### Denuncia por encubrimiento y asociación ilícita - Caso Federico Machado
Los informes de la campaña presidencial de Espert de 2019 fueron objeto de investigación en la justicia. Según surge de los mismos, no se declaró ningún aporte privado de fondos para la campaña ni se dio cuenta de ningún traslado en aviones privados. No obstante, en abril de 2019, en el marco de la presentación de su libro La sociedad cómplice, en la ciudad de Viedma, Espert dijo “Gracias a Fred Machado por el excelente vuelo que hemos tenido”. A su vez, en agosto de 2019, cuando se dirigía a una entrevista en el canal Crónica TV, la camioneta Jeep Grand Cherokee que transportaba a Espert fue atacada a piedrazos. Esa camioneta no estaba a nombre del candidato sino de Claudio Ciccarelli, primo de Federico Machado. Estos hechos levantaron las sospechas y se investigó si Federico Machado habría aportado tanto fondos como aviones y vehículos para poder llevar adelante la campaña del Frente Despertar. 
Federico Andrés Machado, cuya participación como supuesto financista de la campaña de Espert fue investigado por la justicia, fue arrestado en abril de 2021, por la Policía de Seguridad Aeroportuaria luego de una investigación a cargo de la PROCUNAR. Esto se dio como consecuencia del procesamiento y pedido de arresto dictado por el Tribunal para el East District del estado de Texas (EE. UU.) por los delitos de asociación ilícita para la fabricación y distribución de cocaína, lavado de dinero y fraude. Entre otras cuestiones, se lo investiga de haber importado grandes cantidades de cocaína a los Estados Unidos y el lavado de dinero, a través de la compra fraudulenta de aviones. Machado, además, estuvo vinculado con el alquiler de aviones a los hermanos Juliá, quienes fueron procesados y condenados en España por tráfico de cocaína. La detención de Machado llevó a denuncias sobre el posible financiamiento del narcotráfico a las campañas presidenciales de la fórmula Espert/Rosales y la candidatura de Yamil Santoro.
Espert  admitió el préstamo de transporte pero, a pesar de las investigaciones judiciales de público conocimiento que estaban en proceso, negó conocer sus antecedentes criminales. 
Por las inconsistencias en relación con el financiamiento de su campaña política y los vínculos con el detenido Federico Machado, José Luis Espert, fue denunciado junto al mendocino Luis Rosales, su compañero de fórmula, Javier Milei, Jimena Aristizabal, y Nazareno Etchepare, ante el Juzgado Criminal y Correccional Federal N° 8, por los delitos de encubrimiento y asociación ilícita.

### Rumores sobre el financiamiento de campaña
También se dijo que la campaña de Espert fue financiada por el difunto Jorge Horacio Brito, siendo Sergio Massa, el nexo, dato desmentido por ambas partes. Meses después el jefe de la campaña de Espert Gonzalo Díaz Córdoba, confesó que Horacio Rodríguez Larreta financió la campaña del líder del Frente Despertar a cambio de respaldo a Larreta. Posteriormente se filtraria una conversación por Zoom sobre la financiación de la campaña donde se admite que recibieron fondos públicos de la Ciudad de Buenos Aires. Este aseguró que recibieron fondos de la Ciudad para su candidatura y luego desaparecieron. El exjefe de campaña de José Luis Espert, Gonzalo Díaz Córdoba, sería nombrado semanas después  funcionario de Larreta. En mayo de 2019, el gobernador Gildo Insfran recibió a Espert en las oficinas de la gobernación, donde conversaron sobre el libro La sociedad cómplice y la propuesta política del entonces precandidato a presidente.
Por último, se relacionó a Espert con uno de los dueños del Grupo América, Daniel Vila. Existen versiones que plantean que fue este quien le propuso a José Luis Espert que lleve a Luis Rosales (quien se desempeñaba como periodista de uno de los medios de su grupo) en su fórmula como candidato a vicepresidente. En ese sentido, Alberto Asseff sería candidato por el frente UNITE, aunque previamente al cierre de listas abandonó el especio alegando como una de las razones de su retirada, que Daniel Vila era uno de los que sostenía la campaña de Espert.
A su vez, trascendió la supuesta colaboración por parte del kirchnerismo en 2019, para que Espert pueda imprimir sus boletas en la provincia de Buenos Aires pegadas a sus candidatos locales, y en la fiscalización de las boletas durante los comicios.

### Participación en la protesta policial
En septiembre del 2020 José Luis Espert se hizo presente en la protesta de la policía de la provincia de Buenos Aires en La Matanza y  frente a la quinta presidencial de Olivos  en apoyo de los uniformados que reclamaban  por sus condiciones de trabajo y salarios  al gobierno del presidente Alberto  Fernández. Espert declaró que se hizo presente para solidarizarse con el reclamo  porque  a su criterio era válido, justo y no era un paro político.  Se presencia en el piquete policial  generó críticas debido  a la habitual  tendencia de Espert  de criticar  piquetes, paros y movilizaciones realizadas por sindicatos o agrupaciones piqueteras.      

### Denuncia por «instigación pública a cometer delitos»
En noviembre del 2021, Espert fue denunciado por el abogado Marcelo Parrilli, en representación de la ONG Centro de Defensa Ciudadana (C.D.CI.), quien solicitó la condena e inhabilitación absoluta y perpetua para ejercer cargos públicos. La denuncia trata sobre supuestos comentarios racistas y xenofóbicos durante la campaña.

### Denuncia penal por «incitación a la violencia»
En enero de 2024, Espert pidió en la red social X "cárcel o bala" para dirigentes opositores al gobierno de Javier Milei. Los diputados nacionales Myriam Bregman y Nicolás del Caño lo denunciaron penalmente por los delitos de coacción, incitación a la violencia colectiva, apología del crimen y violación a la ley contra la discriminación.

### Conflicto del Hospital Garrahan
A principios de 2025,  el presupuesto del Hospital Garrahan se encontraba congelado desde 2024, lo que generó un conflicto con el gobierno nacional de Javier Milei  que se intensificó a partir de mayo de 2025 con paros y movilizaciones. El gobierno nacional   acusó al hospital de ineficiente y José Luis Espert hizo declaraciones al respecto.  Espert denunció la supuesta presencia de punteros y militantes kirchneristas en el Garrahan  si bien no aportó un listado ni datos de los mismos.  Se cuestionó al  hospital  por tener  un supuesto  exceso de empleados administrativos  en relación a la cantidad de médicos a pesar de que la proporción entre administrativos y el personal asistencia  es la normal en cualquier hospital. El ministro de Salud Lugones fue imputado por exigir la renuncia del Consejo Directivo.

### Escrache  en el domicilio del diputado Espert
Luego de las declaraciones polémicas de José Luis Espert  en relación a Florencia Kirchner en la UCA, el 17 de junio de 2025  un grupo de individuos con la cara tapada realizaron un escrache  frente a la casa del diputado Espert que consistió en arrojar excremento de caballo  en la vereda, colocar un pasacalle y arrojar volantes  frente a su casa en alusión  a las declaraciones de Espert en la UCA.   Espert realizó la denuncia correspondiente  por atentado al orden público, amenazas agravadas e incitación al odio político. El grupo fue identificado parcialmente. Entre quienes participaron del acto de escrache se encontraba  Alexia Abaigar, que trabaja en el ministerio de la mujer bonaerense y  es directora de Promoción de Derechos en el Ministerio de Mujeres de la provincia de Buenos Aires.  Alexia Abaigar es militante peronista de la agrupación La Cámpora. Otros detenidos fueron la madre de Abaigar, la concejal Eva Mieri y otras personas.   Por orden de la jueza  Sandra Arroyo Salgado, Alexia Abaigar fue detenida el martes  24 de junio durante varios días, hecho que generó la acusación de persecución política por parte de  su familia y la oposición política. Su detención generó una  fuerte discusión en la cámara de diputados de la Nación el día 2 de julio de 2025.  Según la defensa de los acusados el escrache en cuestión sería apenas una contravención y no un delito por lo cual se inició una campaña por la liberación de Alexia Abaigar y otros detenidos. El 4 de julio la justicia le concedió la prisión domiciliaria a Alexia Abaigar que estaba detenida en el penal de mujeres de Ezeiza.

## Libros
- 2017: La Argentina devorada
- 2019: La sociedad cómplice
- 2020: No va más (con Luis Rosales)
- 2023: La Argentina deseada